# Serieåret 1924

## Händelser

### Okänt datum
- I Sverige slås skämttidningen Söndags-Nisse, där bland annat Oskar Andersson medverkat före sin död, ihop med Albert Engströms Strix, till den nya tidningen Söndagsnisse-Strix.

## Pristagare
- Pulitzerpriset för "Editorial Cartooning": Jay Norwood Darling, Des Moines Register and Tribune, för "In Good Old USA"

## Födda
- 3 januari – André Franquin (död 1997), belgisk serieskapare.
- 24 februari – Sam Kweskin (död 2005), amerikansk serietecknare.
- 1 mars – Arnold Drake (död 2007), amerikansk seriemanusförfattare.
- 18 mars – Sam Grainger (död 1986), amerikansk serietecknare.
- 30 mars – Raymond Macherot (död 2008), belgisk serieskapare.
- 13 april – Jack T. Chick (död 2016), amerikansk redaktör och serieskapare.
- 26 april – Victor Hubinon (död 1979), belgisk serieskapare.
- 28 april – Dick Ayers (död 2014), amerikansk serietecknare.
- 29 april – Paul S. Newman (död 1999), amerikansk serieförfattare.
- 7 juni – Frank Bolle, amerikansk serietecknare.
- 6 juli – Frank Giacoia (död 1988), amerikansk serietecknare.
- 20 september – Duncan Macpherson (död 1993), kanadensisk tecknare.
- 3 oktober – Harvey Kurtzman (död 1993), amerikansk serietecknare.
- 5 oktober – Bob Thaves (död 2006), amerikansk serieskapare.
- 30 oktober – Jean-Michel Charlier (död 1989), belgisk manusförfattare.
- 2 december – Jack Davis (död 2016), amerikansk serietecknare.
- 5 december – Sam Glanzman, amerikansk serietecknare.
- 12 december – Fran Matera (död 2012), amerikansk serietecknare.
- Okänt datum – Alfonso Wong, serietecknare från Hongkong.
- Okänt datum – Ron Smith, brittisk serietecknare.